# Une aventure de Noël
Une aventure de Noël (Christmas Adventure), est une nouvelle policière d'Agatha Christie, mettant en scène le détective belge Hercule Poirot.
Initialement publiée le 12 décembre 1923 dans la revue The Sketch au Royaume-Uni, cette nouvelle n'a été reprise en recueil qu'en 1997, dans While the Light Lasts and Other Stories au Royaume-Uni. Elle a été publiée pour la première fois en France dans le recueil Tant que brillera le jour en 1999.
Cette nouvelle a été développée par la suite plus longuement dans la nouvelle Christmas Pudding (The Adventure of the Christmas Pudding ou The Theft of the Royal Ruby), publiée en revue en 1960.

## Éditions
Avant la publication dans un recueil, la nouvelle avait fait l'objet de publications dans des revues :
- le 12 décembre 1923, au Royaume-Uni, dans la collection « The Grey Cells of M. Poirot II », sous le titre « The Adventure of the Christmas Pudding », dans le no 1611 (vol. 124) de la revue The Sketch[1],[2]

La nouvelle a ensuite été publiée dans des recueils :
- en 1997, au Royaume-Uni, dans While the Light Lasts and Other Stories, chez HarperCollins[1],[3] (avec 8 autres nouvelles)
- en 1999, en France, dans Tant que brillera le jour, chez Librairie des Champs-Élysées, coll.« Le Masque »[4] (avec 8 autres nouvelles)